# Poluotok strpljenja
Poluotok strpljenja (rus. Полуостров Терпения) je poluotok koji strši 65 km istočno-središnjeg otoka Sahalina u Ohotsko more. Čini istočnu granicu Zaljeva strpljenja. Širina poluotoka varira od manje od 1 km, na prevlaci Lodochniy, do 30 km na najširem mjestu. Doseže maksimalnu visinu od 350 m. Rt je najjužnije proširenje (na kopnu) planina Istočnog Sahalina, lanca sjever-jug koji se proteže duž istočne strane otoka Sahalin.
Na kraju rta nalazi se mali svjetionik koji je sagrađen 1953. godine
Otok administrativno pripada ruskoj Sahalinskoj oblasti, koje je dijelom Dalekoistočnog saveznog okruga.

## Klima
| Klimatološki srednjaci za Rt strpljenja | Klimatološki srednjaci za Rt strpljenja | Klimatološki srednjaci za Rt strpljenja | Klimatološki srednjaci za Rt strpljenja | Klimatološki srednjaci za Rt strpljenja | Klimatološki srednjaci za Rt strpljenja | Klimatološki srednjaci za Rt strpljenja | Klimatološki srednjaci za Rt strpljenja | Klimatološki srednjaci za Rt strpljenja | Klimatološki srednjaci za Rt strpljenja | Klimatološki srednjaci za Rt strpljenja | Klimatološki srednjaci za Rt strpljenja | Klimatološki srednjaci za Rt strpljenja | Klimatološki srednjaci za Rt strpljenja |
| mjesec                                  | sij                                     | velj                                    | ožu                                     | tra                                     | svi                                     | lip                                     | srp                                     | kol                                     | ruj                                     | lis                                     | stu                                     | pro                                     |                                         |
| --------------------------------------- | --------------------------------------- | --------------------------------------- | --------------------------------------- | --------------------------------------- | --------------------------------------- | --------------------------------------- | --------------------------------------- | --------------------------------------- | --------------------------------------- | --------------------------------------- | --------------------------------------- | --------------------------------------- | --------------------------------------- |
| srednji maksimum, °C                    | −9,1                                    | −8,7                                    | −4,0                                    | 0,9                                     | 4,0                                     | 8,1                                     | 12,1                                    | 14,8                                    | 13,3                                    | 8,6                                     | 1,6                                     | −4,7                                    |                                         |
| srednja dnevna temperatura, °C          | −11,5                                   | −11,7                                   | −6,7                                    | 01,2                                    | 2,0                                     | 5,8                                     | 9,9                                     | 12,3                                    | 11,2                                    | 6,6                                     | −0,5                                    | −6,9                                    |                                         |
| srednji minimum, °C                     | −14,0                                   | −14,6                                   | −9,5                                    | −3,2                                    | −0,1                                    | 3,5                                     | 7,7                                     | 9,8                                     | 9,0                                     | 4,6                                     | −2,7                                    | −9,1                                    |                                         |
| oborine, mm                             | 32,8                                    | 25,7                                    | 29,5                                    | 28,4                                    | 38,9                                    | 32,2                                    | 54,8                                    | 66,6                                    | 76,1                                    | 61,1                                    | 49,6                                    | 38,9                                    |                                         |
| oborine, dani                           | 6,6                                     | 5,3                                     | 6,3                                     | 5,6                                     | 6,5                                     | 5,4                                     | 6,1                                     | 7,0                                     | 7,5                                     | 9,0                                     | 9,4                                     | 8,3                                     |                                         |
| Izvor: Météo climat stats Météo Climat  |                                         |                                         |                                         |                                         |                                         |                                         |                                         |                                         |                                         |                                         |                                         |                                         |                                         |